# 모나코 공녀 스테파니
모나코 공녀 스테파니(프랑스어: Stéphanie de Monaco, 1965년 2월 1일 ~ )는 모나코의 공녀, 자선가이다. 모나코의 대공 레니에 3세와 미국의 배우 그레이스 켈리의 차녀로 알베르 2세의 여동생이기도 하다. 현재 모나코 공위 계승 서열 14위인 그녀는 가수, 수영복 디자이너 그리고 패션 모델이다.

## 음반 목록
- 1986: 《Besoin》
- 1991: 《Stéphanie》